# Pignols
Pignols ist eine französische Gemeinde mit 340 Einwohnern (Stand: 1. Januar 2022) im Département Puy-de-Dôme in der Region Auvergne-Rhône-Alpes (vor 2016 Auvergne). Sie gehört zum Arrondissement Clermont-Ferrand und zum Kanton Vic-le-Comte.

## Geographie
Pignols liegt etwa 18 Kilometer südöstlich von Clermont-Ferrand. Umgeben wird Pignols von den Nachbargemeinden Laps im Norden, Sallèdes im Osten, Saint-Babel im Süden sowie Vic-le-Comte im Westen.

## Bevölkerungsentwicklung
| Jahr                      | 1962 | 1968 | 1975 | 1982 | 1990 | 1999 | 2006 | 2013 |
| Einwohner                 | 161  | 152  | 150  | 222  | 231  | 210  | 268  | 323  |
| Quelle: Cassini und INSEE |      |      |      |      |      |      |      |      |

## Sehenswürdigkeiten

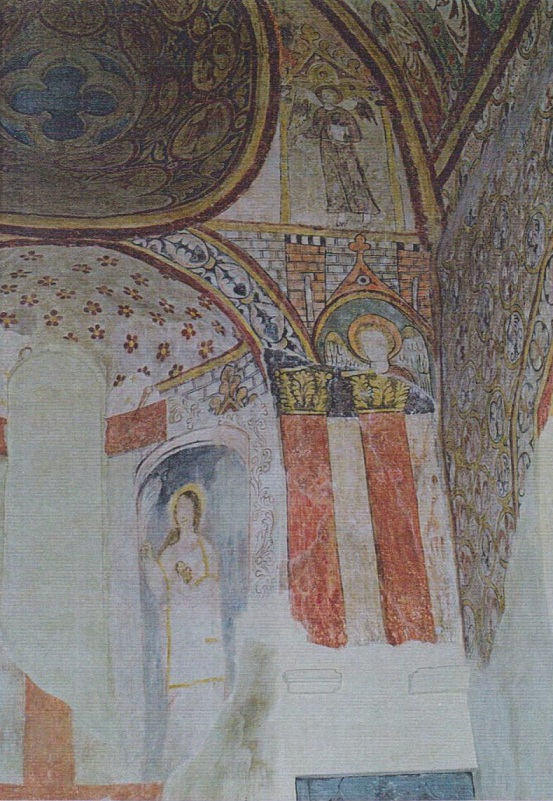
Restaurierte Wandfarben

- Kirche Sainte-Madeleine mit Malereien aus dem 13. Jahrhundert, seit 1993 Monument historique, mit Wandfarben, die von Yves Morvan entdeckt und restauriert wurden.[1][2][3][4][5]